# Tour du Jura 2024
La 21e édition du Tour du Jura, une course cycliste masculine sur route, a lieu en France dans le département du Jura le 13 avril 2024. Elle fait partie du calendrier UCI Europe Tour 2024 (troisième niveau mondial) en catégorie 1.1.

## Présentation

### Parcours
Au départ de Domblans, le tracé long de 175,9 km épouse un relief vallonné comprenant quatre côtes répertoriées dont l'avant-dernière, la côte de Thésy, est franchie à une trentaine de kilomètres de l'arrivée jugée au sommet du Mont Poupet, à l'altitude de 835 m.

### Équipes participantes
| WorldTeams (4)- Arkéa-B&B Hotels - Cofidis - Decathlon-AG2R La Mondiale - Groupama-FDJ ProTeams (10)- Burgos-BH - Caja Rural-Seguros RGA - Equipo Kern Pharma - Euskaltel-Euskadi - Israel-Premier Tech - Lotto Dstny - Team Novo Nordisk - TotalEnergies - Uno-X Mobility - VF Group-Bardiani CSF-Faizané Équipes continentales (6)- Bike Aid - CIC U Nantes Atlantique - Nice Métropole Côte d'Azur - Philippe Wagner-Bazin - Saint Michel-Mavic-Auber 93 - Van Rysel-Roubaix |
| |

## Classements

### Classement final
| \| Classement général \| Classement général \| Classement général \| Classement général \| Classement général \| \| Coureur \| Coureur \| Pays \| Équipe \| Temps \| \| ------------------ \| ------------------ \| ------------------ \| -------------------------- \| ------------------ \| \| 1er \| David Gaudu \| France \| Groupama-FDJ \| 4 h 15 min 28 s \| \| 2e \| Jordan Jegat \| France \| TotalEnergies \| + 4 s \| \| 3e \| Guillaume Martin \| France \| Cofidis \| + 4 s \| \| 4e \| Felix Gall \| Autriche \| Decathlon-AG2R La Mondiale \| + 4 s \| \| 5e \| Harm Vanhoucke \| Belgique \| Lotto Dstny \| + 4 s \| \| 6e \| Victor Langellotti \| Monaco \| Burgos-BH \| + 10 s \| \| 7e \| Clément Berthet \| France \| Decathlon-AG2R La Mondiale \| + 10 s \| \| 8e \| Jefferson Cepeda \| Équateur \| Caja Rural-Seguros RGA \| + 10 s \| \| 9e \| Cristian Rodríguez \| Espagne \| Arkéa-B&B Hotels \| + 17 s \| \| 10e \| José Manuel Díaz \| Espagne \| Burgos-BH \| + 34 s \| |                    |          |                            |                 |
| |                    |          |                            |                 |
| Source : ProCyclingStats |                    |          |                            |                 |
| Classement général |                    |          |                            |                 |
| Coureur | Coureur            | Pays     | Équipe                     | Temps           |
| 1er | David Gaudu        | France   | Groupama-FDJ               | 4 h 15 min 28 s |
| 2e | Jordan Jegat       | France   | TotalEnergies              | + 4 s           |
| 3e | Guillaume Martin   | France   | Cofidis                    | + 4 s           |
| 4e | Felix Gall         | Autriche | Decathlon-AG2R La Mondiale | + 4 s           |
| 5e | Harm Vanhoucke     | Belgique | Lotto Dstny                | + 4 s           |
| 6e | Victor Langellotti | Monaco   | Burgos-BH                  | + 10 s          |
| 7e | Clément Berthet    | France   | Decathlon-AG2R La Mondiale | + 10 s          |
| 8e | Jefferson Cepeda   | Équateur | Caja Rural-Seguros RGA     | + 10 s          |
| 9e | Cristian Rodríguez | Espagne  | Arkéa-B&B Hotels           | + 17 s          |
| 10e | José Manuel Díaz   | Espagne  | Burgos-BH                  | + 34 s          |

## Liste des participants
| Légende | Légende                                                                    | Légende | Légende                                                    |
| ------- | -------------------------------------------------------------------------- | ------- | ---------------------------------------------------------- |
| Num     | Dossard de départ porté par le coureur sur la Drôme Classic                | Pos     | Position à l'arrivée de la course                          |
|         | Indique un maillot de champion national ou mondial, suivi de sa spécialité | NP      | Indique un coureur qui n'a pas pris le départ de la course |
| AB      | Indique un coureur qui n'a pas terminé la course                           | HD      | Indique un coureur qui a terminé la course hors des délais |
| DSQ     | Indique un coureur qui a été disqualifié de la course                      |         |                                                            |

### Classements UCI
La course attribue des points au Classement mondial UCI 2024 selon le barème suivant :
| Position   | 1er | 2e  | 3e  | 4e  | 5e | 6e | 7e | 8e | 9e | 10e | 11e | 12e | 13e | 14e | 15e | 16e à 30e | 31e à 40e |
| Classement | 200 | 150 | 125 | 100 | 85 | 70 | 60 | 50 | 40 | 35  | 30  | 25  | 20  | 15  | 10  | 5         | 3         |